# Ёнэдзава, Мадока
Мадока Ёнэдзава (яп. 米澤 円 Ёнэдзава Мадока) — японская сэйю. Родилась 30 августа 1982 года в префектуре Осака, Япония.

## Биография
В 2003 году окончила Amusement Media Academy. Известна по таким ролям, как Уи Хирасава в K-On!. В 2014 году актриса дебютировала как певица с альбомом «Саэдзуки но юмэ, иро тори тори но сэкай». В том же году она была назначена «туристическим послом осёсина» города Йонедзава. Задачей такого посла является привлечение туристов и усиление фанатов Йонедзавы. «Осёсина» же означает «спасибо» на местном диалекте. 30 августа 2017 года, в свой день рождения, она объявила о своей свадьбе и рождении первого ребёнка.

## Роли

### Озвучка в аниме
2004
- MAJOR 1st season — одноклассник
- Wagamama Feari Mirumo de Pon! — девочка

2005
- MAJOR 2st season — ученик
- Shuffle! — ученица

2006
- Jungle Smile — Каи
- Rockman.EXE Beast+ — школьница, дети

2007
- Gintama — женщина (76 серия)
- Kirarin Revolution — девочка
- Over Drive — ученики
- Yin-Yang-Yo! — кукла, девушки

2009
- Gokujou!! Mecha Mote Iinchou — Кахо Харуи
- K-On! — Уи Хирасава

2010
- K-On!! — Уи Хирасава

2012
- Another — Акадзава Идзуми

2013
- White Album 2 — Сэцуна Огисо

2019
- The Case Files of Lord El-Melloi II — Ольга-Мари Арсимилат Анимусфир

2023
- The 100 Girlfriends Who Really, Really, Really, Really, Really Love You — Мать Сидзуки

#### OVA
- Isekai no Seikishi Monogatari — Лашара Аасу XXVIII

### Озвучка в играх
- Routes PE — Нару Нисо
- Utawarerumono — проводник